# Anne Strieber
Anne Mattocks Strieber (San Antonio, Texas 25 de agosto de 1946 – Santa Mónica (California) 11 de agosto de 2015) fue una autora estadounidense, conocida por sus obras de suspenso An Invisible Woman (2004) y Little Town Lies (2005).

## Biografía
Antes de convertirse en escritora, fue profesora de escuela. Se casó con su compañero novelista, Whitley Strieber, con quien tuvo un hijo, Andrew.
Fue la redactora jefa del sitio de Web de su marido, unknowncountry.com, además de anfitriona del programa radiofónico Dreamland administrado allí.
Anne fue interpretada por Lindsay Crouse en la adaptación cinematográfica de la obra Communion escrita por su marido.